# Eunicea laxispica
Eunicea laxispica är en korallart som först beskrevs av Jean-Baptiste Lamarck 1815.  Eunicea laxispica ingår i släktet Eunicea och familjen Plexauridae. Inga underarter finns listade i Catalogue of Life.